# Alexis-Victor Joly
Pour les articles homonymes, voir Joly.
Alexis-Victor Joly, né à Paris le 30 avril 1798 et mort à la gare de Mézidon-Canon le 20 septembre 1870, est un artiste-peintre et dessinateur français.

## Biographie
Élève de Pierre-Antoine Mongin, il est admis pour la première fois au Salon de peinture en 1817. Il y est récompensé par une médaille de 2e classe en 1817 et y expose régulièrement jusqu'en 1870.
D'abord peintre, il devient ensuite essentiellement dessinateur, aquarelliste et lithographe. Son inspiration est exclusivement paysagiste. Adepte du pittoresque montagnard et forestier, Joly a pour thèmes de prédilection les Alpes françaises et suisses, et dans une moindre mesure l'Italie et la Bretagne.
Son atelier était établi 80 rue Taitbout à Paris.

## Principales œuvres répertoriées
- Deux de ses dessins sont conservés au département des Arts graphiques du musée du Louvre. Le musée des beaux-arts de Dole, le musée national du château de Pau et le musée de Brou à Bourg-en-Bresse détiennent aussi chacun une de ses œuvres. Toutes les cinq sont répertoriées dans la base Joconde.
- Une Vue du Kremlin est à l'Art Institute of Chicago.
- Les Ruines du Château-Gaillard (1824) appartiennent au Worcester Art Museum.
- Dix dessins provenant de la collection d'Hippolyte Destailleur (1822-1893) font partie des fonds de la Bibliothèque nationale de France numérisés sur Gallica.
- La Bibliothèque nationale australienne possède également une collection de dix dessins d'Alexis Joly.